# Хомождија (Тимиш)
Хомождија (рум. Homojdia) насеље је у Румунији у округу Тимиш у општини Куртеа. Oпштина се налази на надморској висини од 254 m.

## Прошлост
По "Румунској енциклопедији" место се помиње 1514. године. Посед је Георга Бранденбурга а ту живи 21 сељак (кмет). Када су протерани Турци, 1717. године пописано је само шест домова. Православци су подигли прву богомољу 1782. године.
Аустријски царски ревизор Ерлер је 1774. године констатовао да место припада Фачетском округу, Лугожког дистрикта. Становништво је било претежно влашко. Када је 1797. године пописан православни клир место је било парохијска филијала села Кошаве.

## Становништво
Према подацима из 2002. године у насељу је живело 173 становника, од којих су сви румунске националности.